# Cuesmes
 (février 2018).
 (février 2018).
Si vous disposez d'ouvrages ou d'articles de référence ou si vous connaissez des sites web de qualité traitant du thème abordé ici, merci de compléter l'article en donnant les références utiles à sa vérifiabilité et en les liant à la section « Notes et références ».
Cuesmes  (en Wallonie, [kwɛm]; en picard [kɥɛm]) est une section de la ville belge de Mons, située en Wallonie dans la province de Hainaut.
C'était une commune à part entière avant qu'elle ne fusionne le 1er janvier 1972 avec Mons.

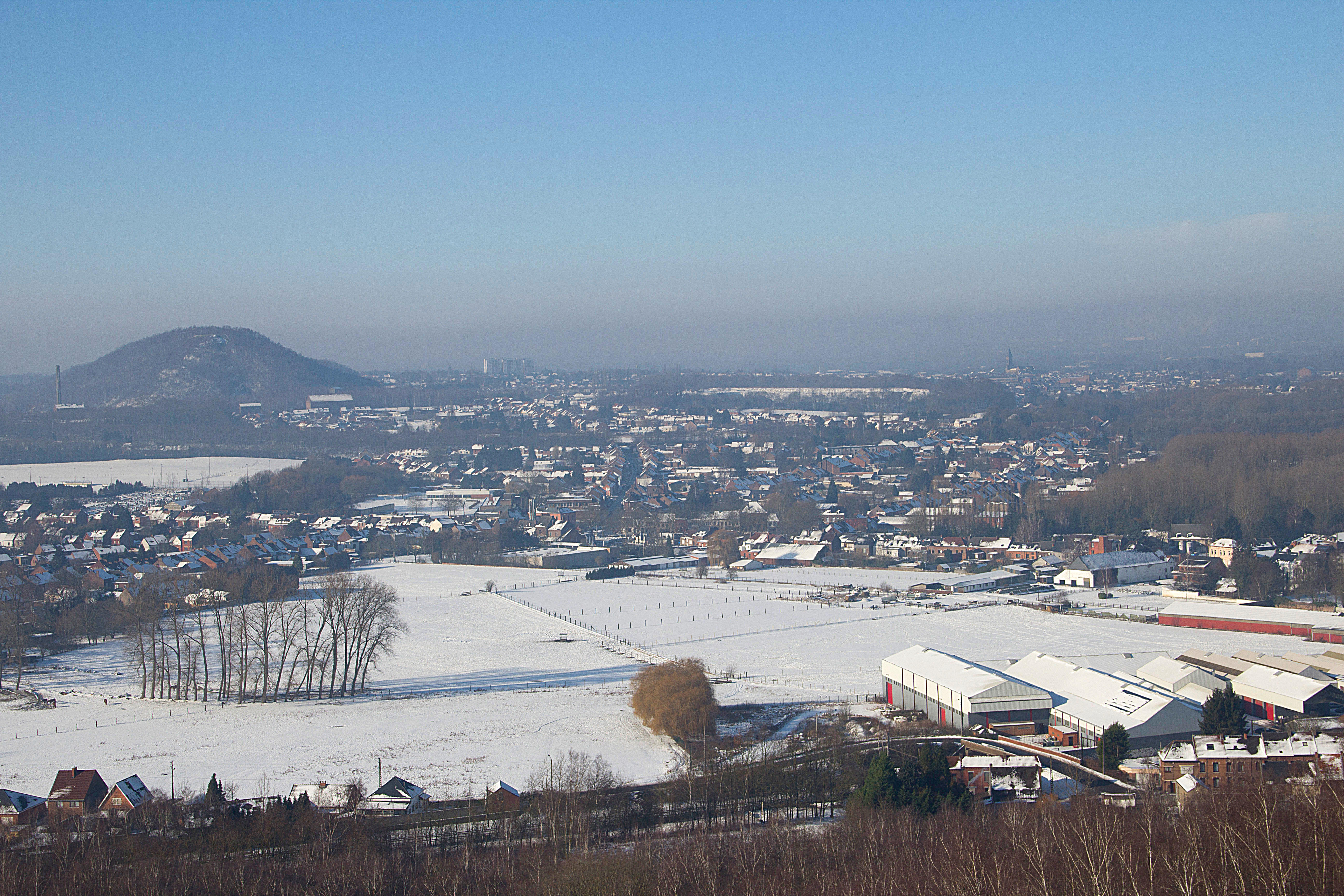
Le village vu du Mont Héribus.

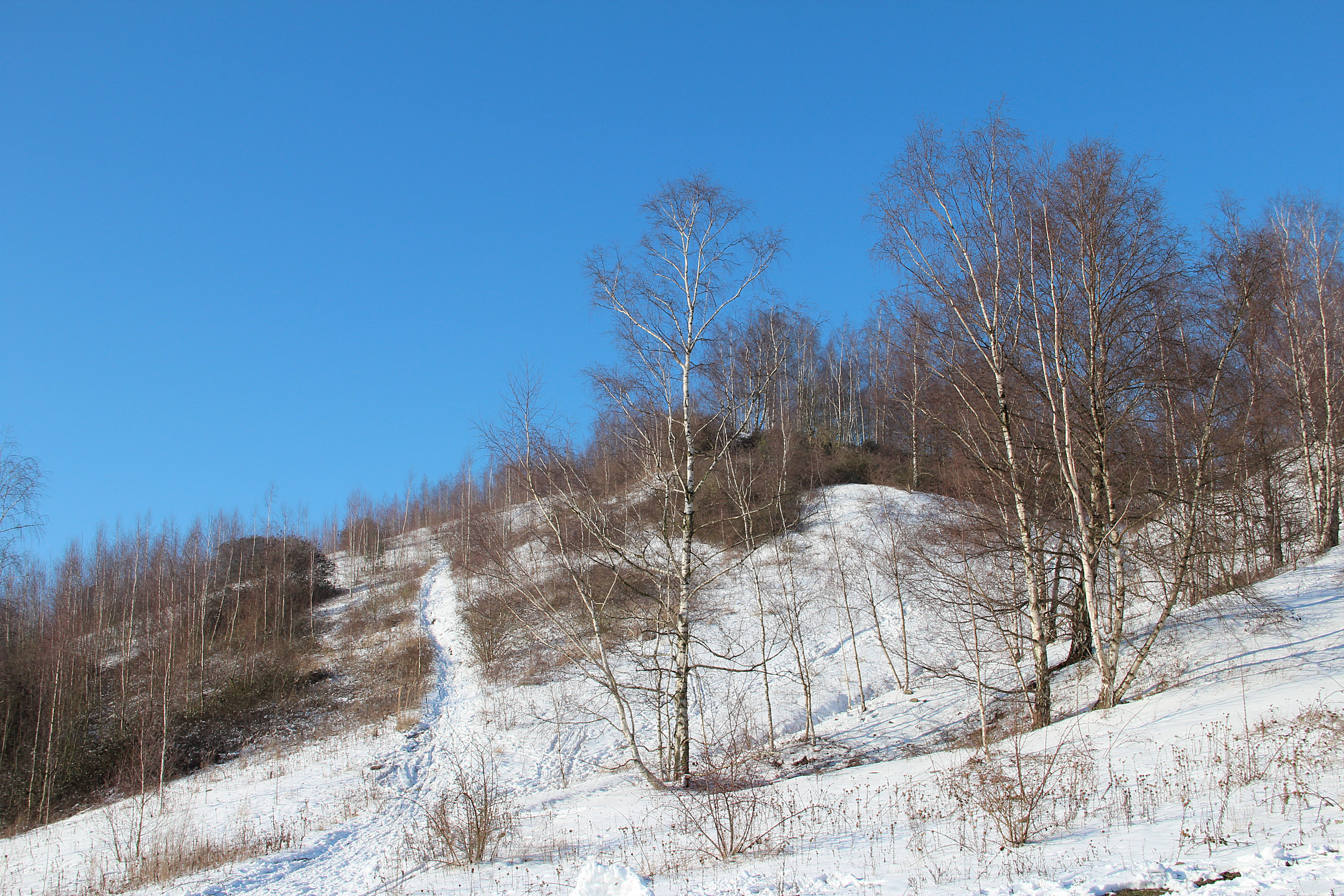
Le Mont Héribus.

## Toponymie
Le nom de l’entité « Cuesmes » tient son origine de plusieurs orthographes : Coesmes, Kuesmes, Quesmes, Quemmes, Quesnes, Quennie, Comis. Quesnes signifie chêne : la ville de Cuesmes est donc nommée ainsi en référence au grandes forêts qui occupaient la ville durant la période de l'Antiquité et du Moyen Âge.

## Géographie
Cuesmes est située au sud-est de Mons, dont elle est contiguë, et s’étend sur 944 hectares. Au nord se situe Jemappes. Au sud se situent Frameries, dont l’altitude s’élève à 40 m, et la Malogne, site géologique, dont les hauteurs crayeuses s’élèvent à 81 m. À l’est se situent Mons, Hyon et Ciply, dont les altitudes varient de 40 à 60 m. On y trouve également le Terril de l'Héribus, s'élevant à une altitude de 107 mètres. À l’ouest, le sol s’élève vers Flénu et le sommet du terril sur le site du charbonnage du Levant.
Cuesmes fait partie, et forme la limite, du pays du Borinage, elle limite également le Vieux Borinage, qui est constitué des anciennes agglomérations industrielles de Wasmuel, Quaregnon, Jemappes, Flénu, Hornu, Wasmes, Pâturages, La Bouverie et Frameries.

## Évolution démographique
- Sources : INS, Rem. : 1831 jusqu'en 1970 = recensements, 1976 = nombre d'habitants au 31 décembre.

## Histoire
Les hommes s’établissent le long de la Trouille (Dechelette de Meaux), qui est différente de la rivière actuelle. La faune, très riche, procure à la population une large subsistance, et les terres voisines lui apportent de petits gisements de silex avec lequel elle façonne ses premières armes et ses premiers outils.
Cuesmes est un des plus anciens villages de la région. Des outils de l'Âge de pierre y ont été découverts.

### Période belgo-romaine
Les Celtes ont fait souche, et la population s'est développée si rapidement que, d'après César, elle a atteint un million d'habitants disséminés sur un vaste territoire couvert de halliers.
Dans des tombes celtiques, sur les pentes de l’Héribus, on a retrouvé des bijoux, des monnaies et des armes.
En 1856, une tombe romaine du Bas-Empire a été mise au jour à la limite de Cuesmes et de Jemappes. D'autres vestiges gallo-romains sont attestés à Cuesmes.

### La domination franque
C’est pendant la période franque que, pour la première fois, par les chroniqueurs du temps, Cuesmes est cité sous le nom de « Cömoe »[réf. nécessaire].
Au VIIe siècle, la commune était une dépendance de Sainte-Waudru de Mons. Elle s’étendait même jusqu’à Cantimpret.
En 650, sainte Ave (dans les vieux textes : sainte Aye ou Aya) a fait élever, sur le versant Nord du mont Genestroit, un couvent autour duquel devait s'établir un grand nombre de familles qui vivaient, jusque-là, cachées au creux des marais ou de la profondeur des bois couvrant Cuesmes.
Un cimetière mérovingien a en outre été découvert au « Tir à Pigeon », où plus de 150 tombes ont été fouillées de 1958 à 1966 par Dominique de Gennaro, Charles Leblois, Yves Leblois et Claude Meunier.

### La période féodale
Le 25 août 1295, Jean d’Avesnes, comte de Hainaut, a promis d’acheter le Cantimpret pour l’incorporer à la cité de Mons et le mettre sous le jugement des échevins de cette ville. Ce projet n'a pas abouti. Cuesmes jouit de franchises communales, accordées par une charte du 28 décembre 1297.

### Période espagnole (1555-1714)
(février 2018).
En 1572, Mons connait un long siège livré par Ferdinand Alvare de Tolède, duc d'Albe. La ville, occupée par l'armée des Gueux, sous le commandement de Louis de Nassau, manque un jour de vivres. Le commandant de la place décide de faire une sortie, afin d'aller couper du froment et du seigle dans les campagnes environnantes. Ses hommes se font attaquer par les Espagnols. Contraint à battre en retraite, ils sont poursuivis jusqu'aux remparts de Mons.
En 1615, Mons est touché par une épidémie de peste se répandant dans la région. 500 habitants y meurent. Les autorités de la ville font déverser dans les eaux de la Trouille des cadavres de chiens et de chevaux, sans prendre la précaution préalable d'ouvrir la grille de la porte à eau. Les chairs pourrissent et forment bientôt un amas pestilentiel. Peu après, des inondations surviennent et les eaux chargées de microbes mortels se répandent à travers la campagne cuesmoise, propageant ainsi la terrible maladie.
À l'avènement du XVIIe siècle, le pays, qui ne cesse d'être ravagé par les guerres de Religion, est toujours sous la domination espagnole. Une prospérité relative naît sous la conduite des Archiducs Albert et Isabelle qui encouragent le développement du commerce et des arts.
En 1672 est fondée la première société sportive du village : Les Archers St-Sébastien, dont le siège se situe dans l'actuelle rue Neuve (rue des Berceaux).

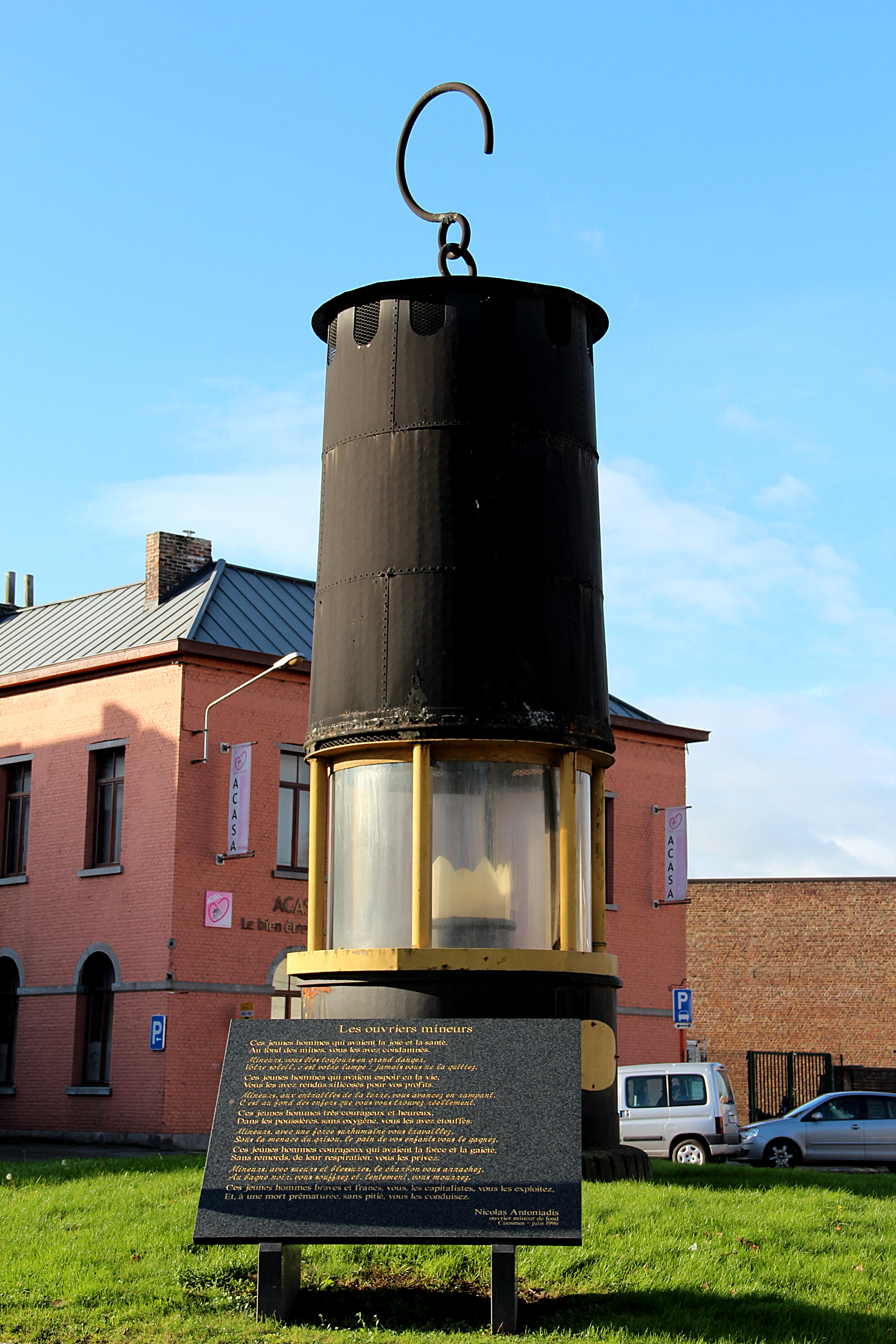
Le Quinquet (lampe de mineur).

En 1691, Louis XIV assiège la ville de Mons, en y installant de l'artillerie et deux bataillons du Poitou sur les hauteurs de l'Héribus. À la suite de la capitulation, les Français occupent la ville pendant une courte période.

### XIXesiècle
Charles Le Hardy découvre la présence de roche phosphatée à Cuesmes en 1858. L'exploitation démarre en 1873, elle sert à la production d'engrais. L'exploitation souterraine, les carrières de la Malogne, s'étend sur environ 67 hectares de chambres et piliers (3 kilomètres de long pour un maximum de 450 mètres de large). L'exploitation prend fin entre 1921 et 1925, avec une faible reprise en 1934. Le site est sous la protection de l'ASBL Projet Malogne.
Le 2 novembre 1966, Valentina Terechkova, la première femme cosmonaute, est l’invitée des Amitiés belgo-soviétiques, trois ans après son exploit. Elle prend un bain de foule à Bruxelles et à Cuesmes où elle est accueillie par René Noël.

## Liste des bourgmestres de 1830 à 1972
- René Noël, de 1965 à 1971, (Parti Communiste de Belgique).

## Patrimoine et culture local

### Patrimoine architectural
- L'église Saint-Rémy. Construite en 1996 en remplacement de l'église construite en 1858 qui s'est effondrée en 1986. Cette église abrite un petit musée consacré aux collection de la paroisse[8].

### Culture

#### Musée
La nouvelle église Saint-Rémy (construite en 1996), abrite le musée Saint-Rémy.

## Économie

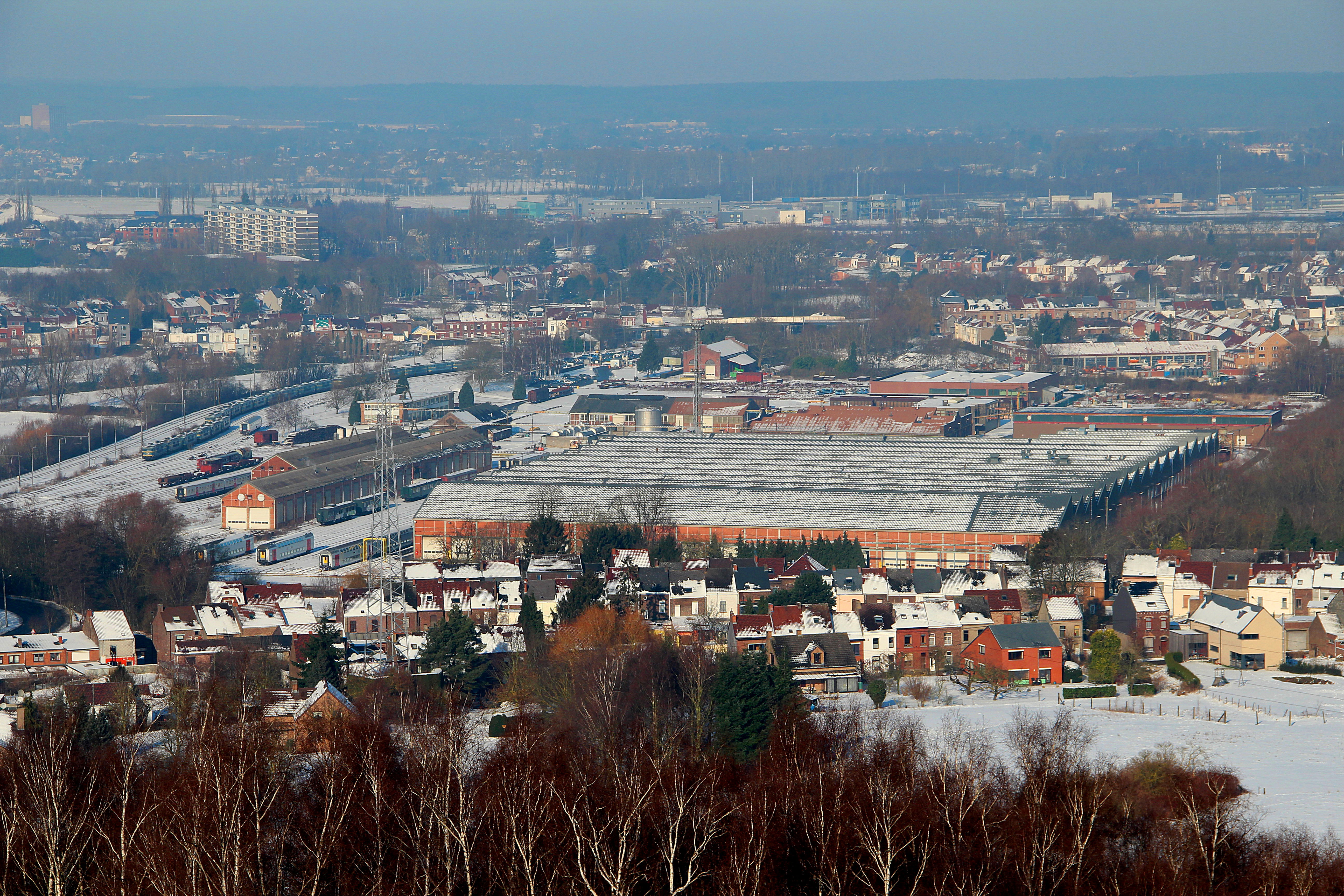
Le quartier de l'arsenal de la SNCB vu du Mont Héribus

## Lieux de loisir
Cuesmes est le point de départ d'un Ravel (rue de Ciply) à destination  d'Hornu, en passant par Flénu, Quaregnon et Colfontaine.
Il reste, comme derniers lieux de loisirs, le bois de « La Malogne » (qui constitue également un lieu historique), où un sentier tracé permet de s'y promener, ainsi que le « Terril », symbole historique du village.

## Personnalités

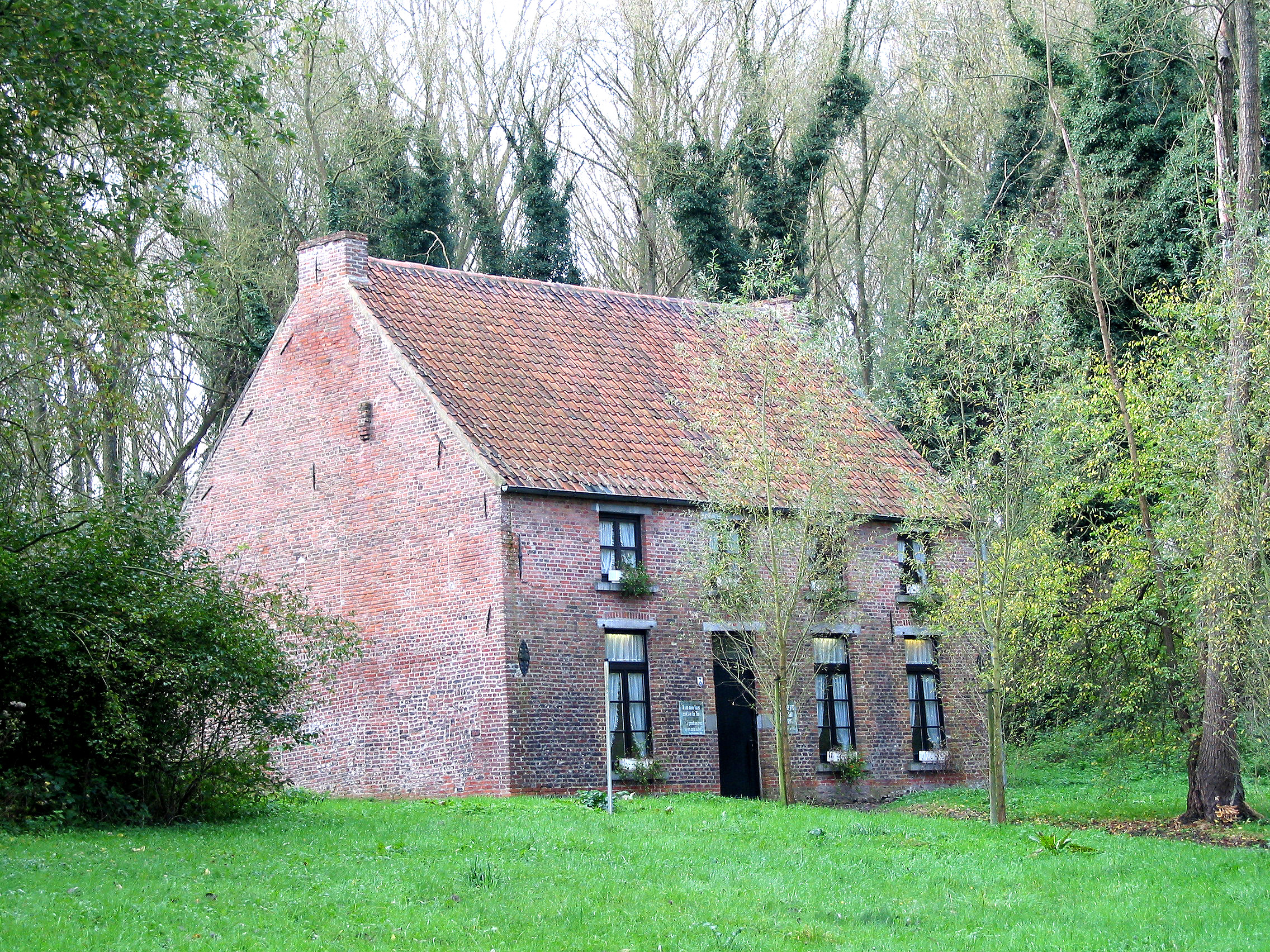
La maison Van Gogh.

- Vincent van Gogh. Ce peintre néerlandais né le 30 mars 1853 à Groot-Zundert (Pays-Bas), s'installe à Cuesmes (rue du Pavillon n°3) afin d'y suivre sa vocation de peintre. Il y vit dans cette maison de décembre 1878 à octobre 1880. Il y vécut d'août 1878 à octobre 1880. C'est de cette époque que datent ses premiers dessins et ses lettres envoyées à son frère Théo. À partir de ce moment-là, il lui écrit régulièrement. Sa traversée du Borinage commence à Pâturages (Colfontaine), en 1878. Le jeune homme, âgé de 25 ans, est accueilli par un pasteur qui l'installe chez un colporteur au 39, rue de l'Église. Il part ensuite pour Wasmes (Colfontaine), dans une maison que très vite il juge trop luxueuse et qu'il ne tarde pas à quitter pour une cabane. Il occupe à cette époque un poste d'évangéliste. Il consacre tout aux mineurs et leurs familles. Il va même jusqu'à descendre à 700 mètres dans les fosses. Lors d'un coup de grisou, il sauve un mineur. Mais son occupation ne tarde pas à être désapprouvée, on n'accepte pas sa fonction de pasteur ouvrier et cela le choque. De là lui viendra l'idée de s'installer à Cuesmes.

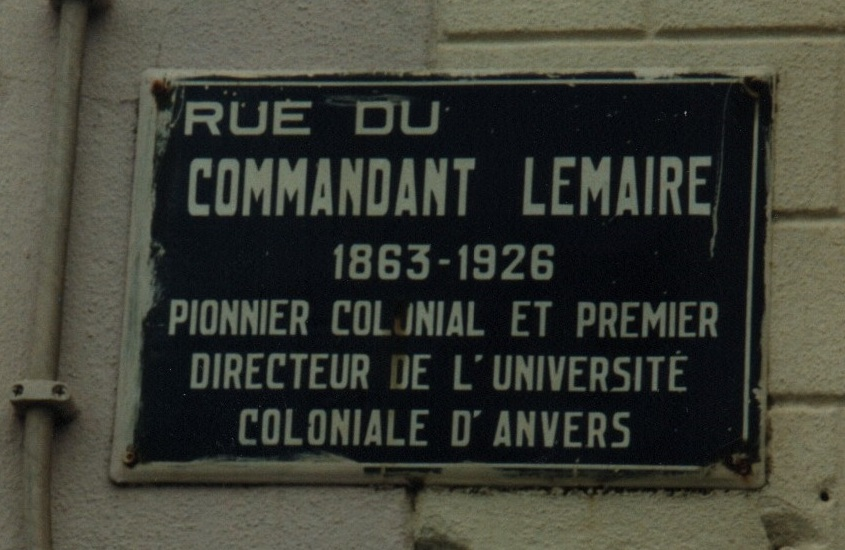
Plaque de la rue du Commandant Lemaire.

- Victor Fontaine (1837-1884), peintre belge né à Cuesmes.
- Charles Lemaire (1863-1926) : militaire et explorateur dans l'État indépendant du Congo (EIC).
- Félicien Cattier (1869-1946) : financier et professeur de droit né à Cuesmes. Il fut président de l'Union Minière et vice-gouverneur de la Société générale de Belgique.
- René Noël (1907 - † 1987) : dernier bourgmestre de Cuesmes, de 1965 à 1971, avant la première fusion avec le Grand-Mons en 1972.
- Paul Canart (1927 - 2017) : prêtre, scriptor graecus de la Bibliothèque apostolique vaticane, paléographe et codicologue.